# Cirta
Cirta era a capital do Reino da Numídia no norte da África na moderna Argélia por sua posição estratégica perto da costa e da cidade portuária de Russicada. Embora a Numídia tenha sido uma grande aliado da República Romana durante as guerras púnicas, Cirta sofreu com invasões romanas durante os séculos II e I a.C., eventualmente caindo definitivamente nas mãos romanas durante o governo de Júlio César.
A cidade foi destruída no início do século IV e foi reconstruída por Constantino I, que deu seu nome para a recém-construída cidade, Constantina.

## A influência romana antes de46 a.C.
A população de Cirta era tão diversa quanto a da própria República romana - ao lado dos nativos númidas estava cartagineses refugiados da Segunda e da Terceira Guerra Púnica, além de grego, romanos e italianos. Ela servia de centro econômico para o Império Romano na África, pois era habitada por mercadores romanos e italianos, banqueiros e comerciantes. Mesmo antes da queda de Cirta para as legiões de Júlio César, as elites econômicas constituíam um importante segmento da população da cidade, pois eles a mantinham dentro da esfera romana de influência sem que ela fosse diretamente controlada.
Não apenas Cirta era importante economicamente, ela também era um importante centro político e militar entre os reinos africanos. Durante a Segunda Guerra Púnica, a batalha de Cirta marcou uma vitória decisiva para Cipião Africano contra o mais formidável rival romano no Mediterrâneo, Cartago, em 203 a.C.. Além disso, Roma demonstrava sua intenção de defender seus interesses em Cirta no final do século II após a morte de Micipsa, rei da Numídia em 118 a.C.. Uma disputa de poder se deu então entre seu filho ilegítimo, Jugurta, e seu filho natural, Aderbal. Aderbal apelou para Roma ajudá-lo a conseguir uma trégua e para dividir igualmente o reino entre os dois herdeiros (o segundo filho de Micipsa fora morto por Jugurta logo após sua morte). A despeito do aparente sucesso da comissão senatorial, Jugurta cercou Cirta, matou Aderbal e as elites italianas que o defendiam]. Logo Roma declarou guerra ao reino númida para reafirmar sua hegemonia na região e para defender os seus cidadãos que moravam fora de sua terra natal. A derrota de Jugurta nas mãos do exército romano é geralmente chamada de Guerra de Jugurta.

## 46 a.C.e depois
A conquista do norte da África por César oficialmente trouxe Cirta para sob o domínio romano em 46 a.C.. Foi durante o império de Augusto, porém, quando o território de Cirta se expandiu e foi assimilado pelo império. Augusto então dividiu Cirta em comunidades ou pagos, dividindo númidas e os recém-assentados romanos. Em 26 a.C., o imperador tentou aumentar o número de romanos assentados na cidade apoiando os sicianos, os seguidores de Públio Sício, o homem a quem Júlio César pessoalmente deu a missão de "romanizar" a cidade. Isto facilitou a assimilação de Cirta ao império, culturalmente e economicamente. Estes assentados, é claro, estavam aumentando o número de romanos que já habitavam a cidade desde períodos anteriores às guerras púnicas, a elite comerciante italiana.
Nos primeiros dois séculos depois de cristo, a expansão do Cristianismo começou a enraizar-se em Cirta. Enquanto poucos resta da cristandade africana antes de 200, registros de cristãos martirizados existiam em Cirta já na metade do primeiro século. Guerra civil em 310 marcou a destruição da cidade. Porém o primeiro imperador cristão, Constantino I a reconstruiu e batizou-a de Constantina em 313.